# Schlosskirche (Eisenberg)

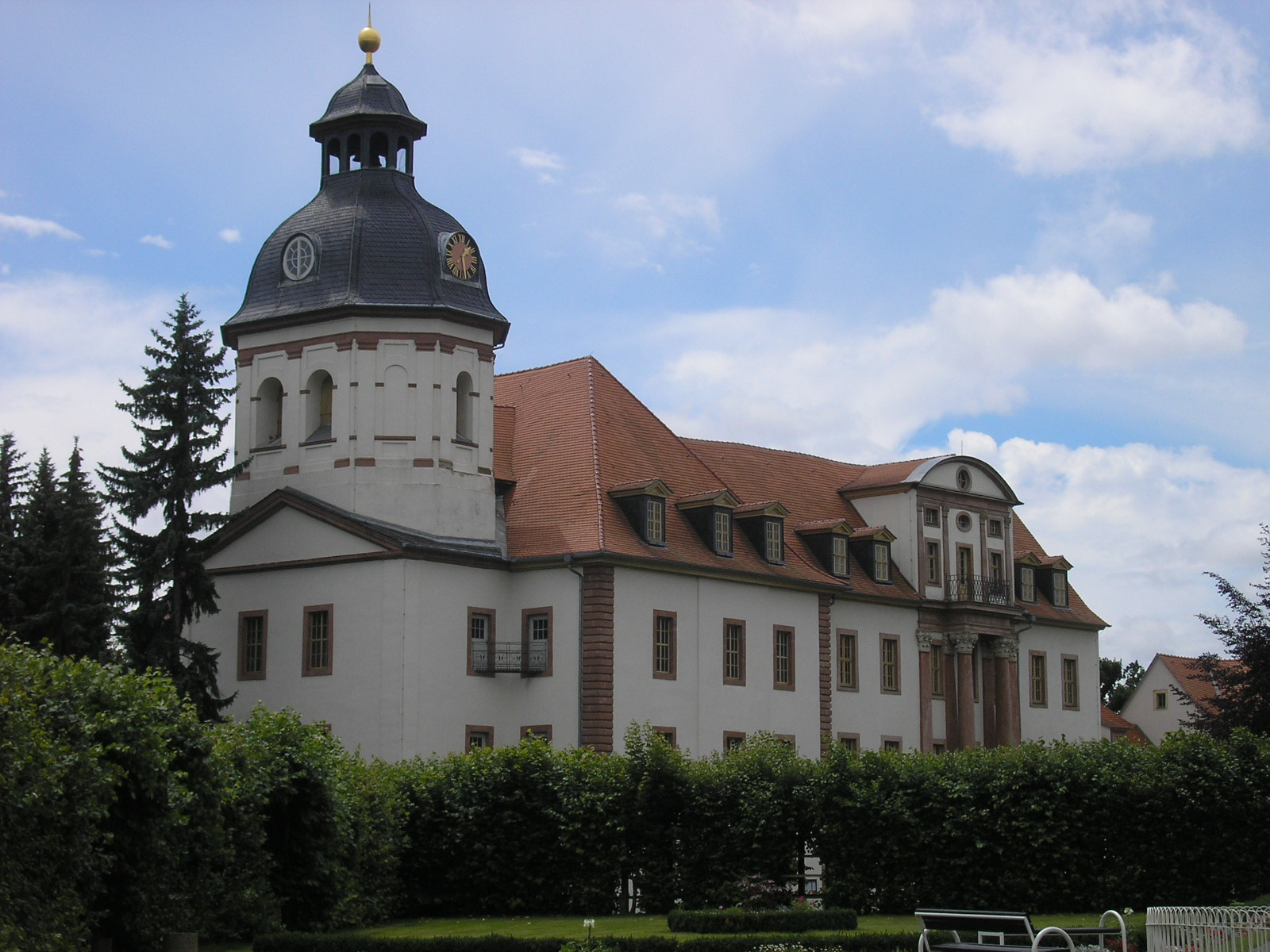
Schloss Christiansburg mit der angegliederten Schlosskirche

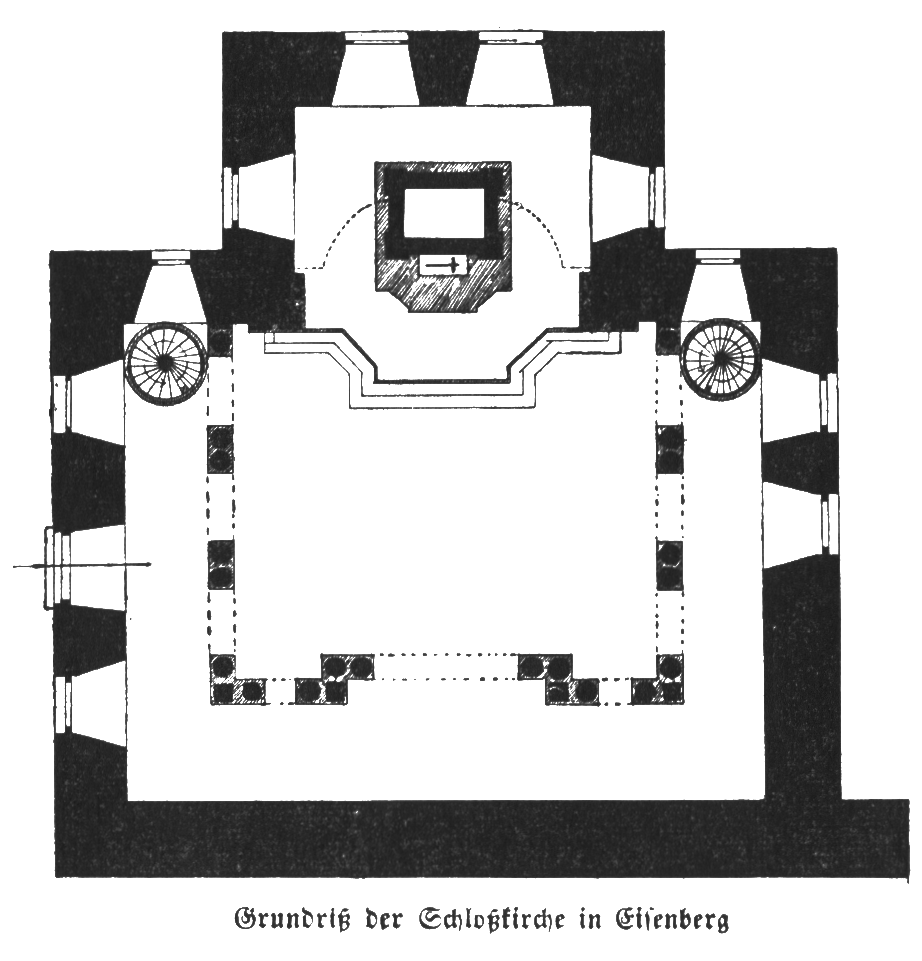
Grundrissplan (nach Werner)

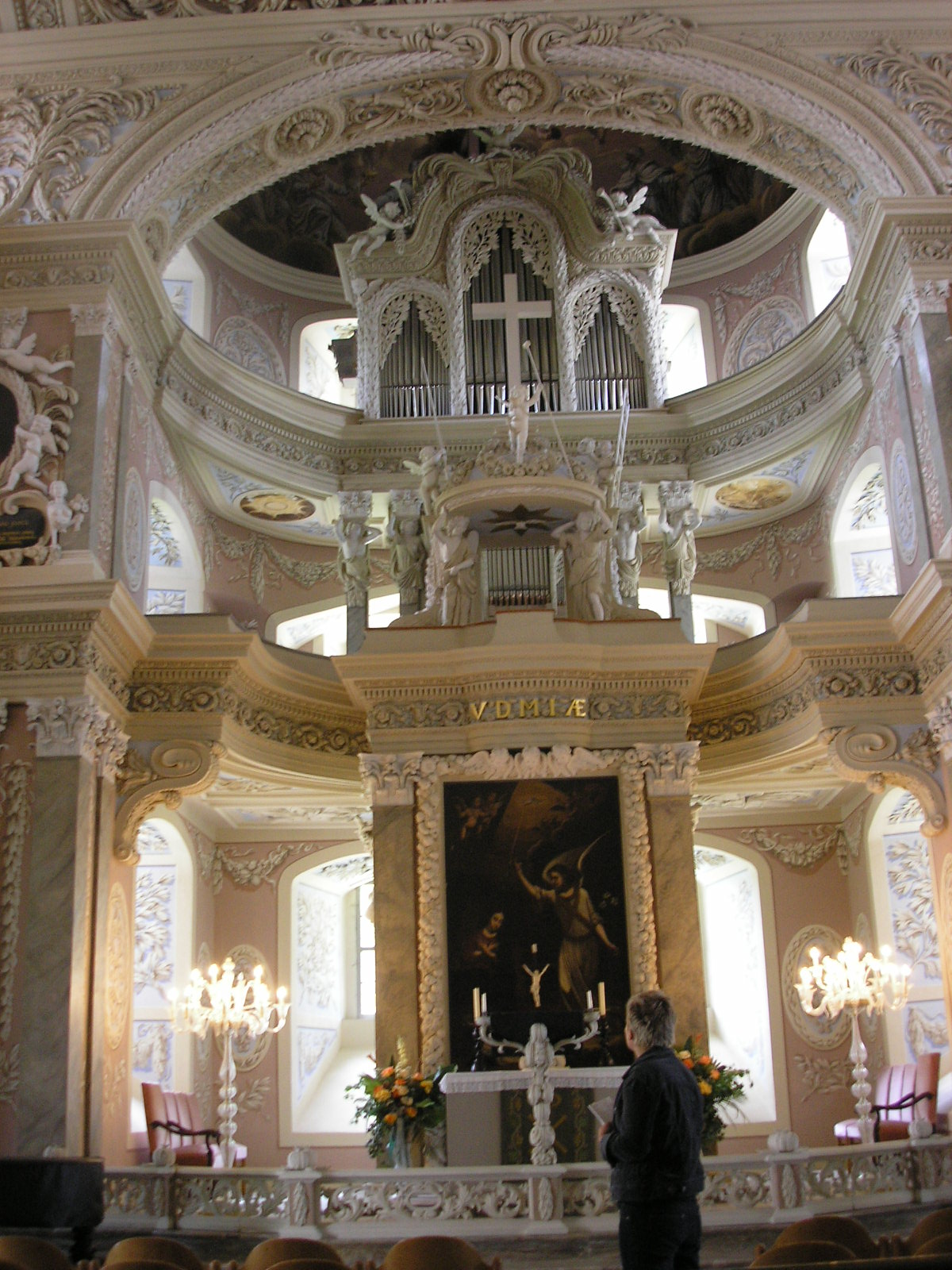
Altarraum mit der zweigeschossigen Orgel

Die Schlosskirche St. Trinitatis ist eine Kirche in der thüringischen Stadt Eisenberg. Sie gilt als die prunkvollste Barockkirche Thüringens.

## Geschichte

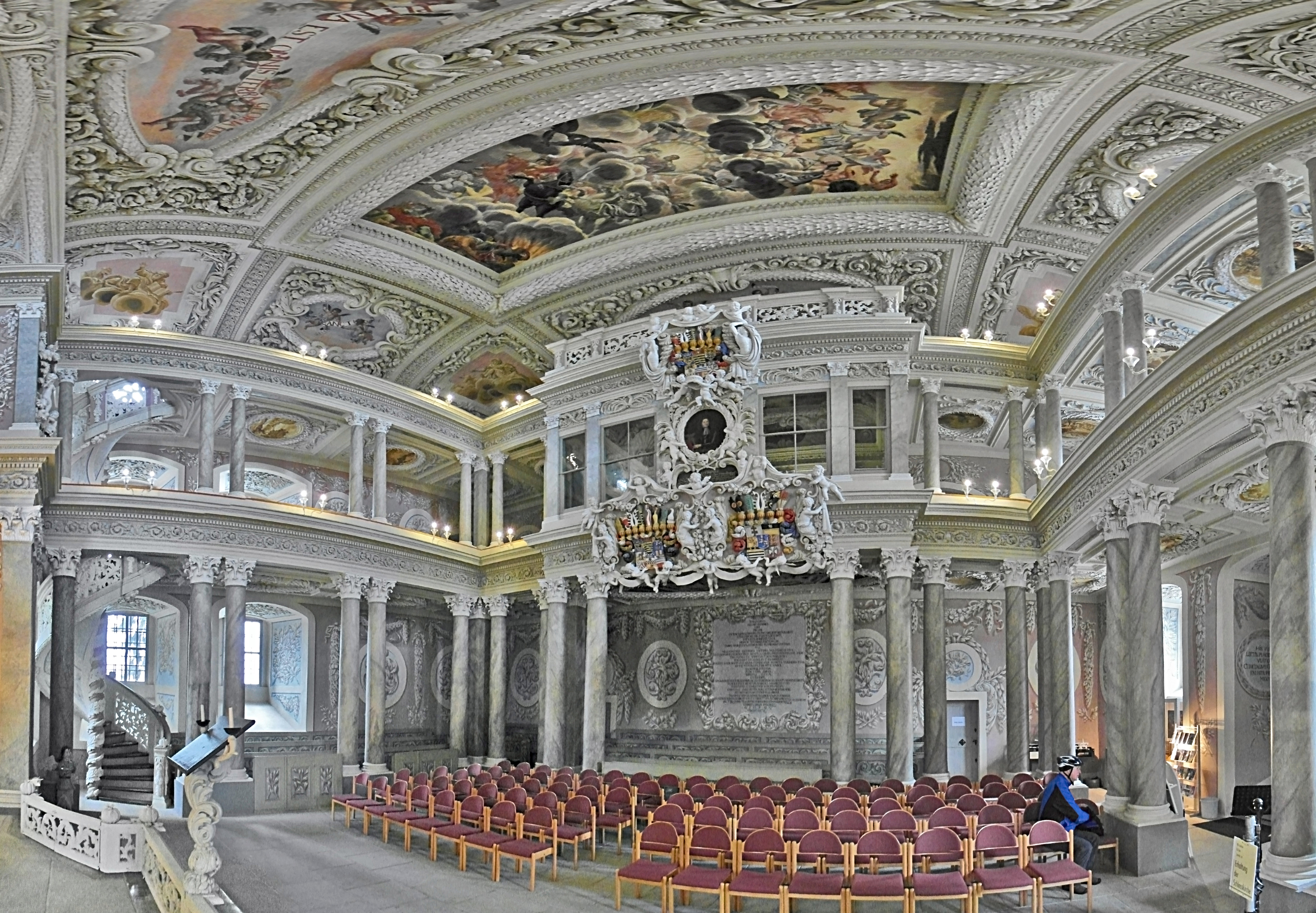
Innenraum-Panorama St. Trinitatis Eisenberg

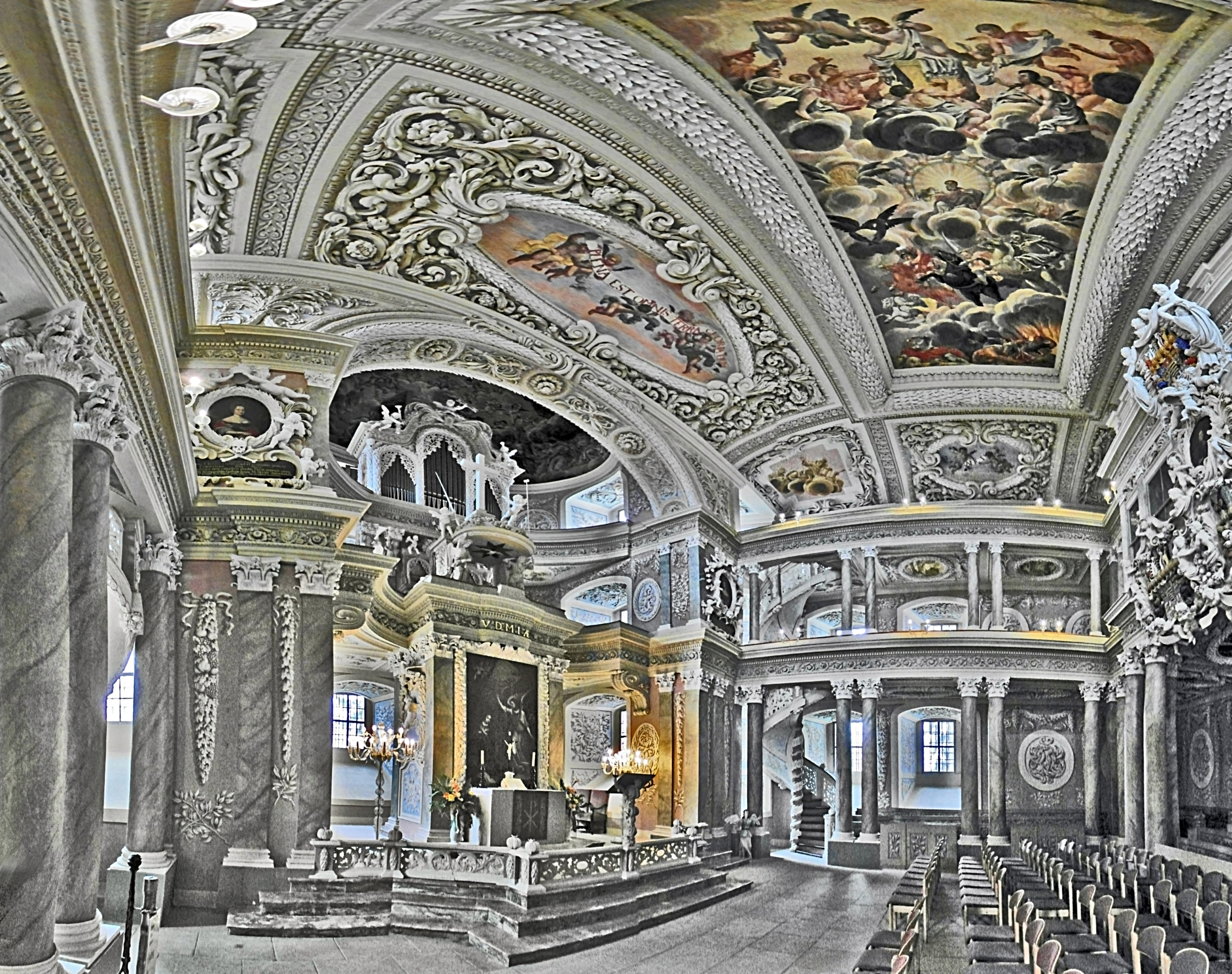
St. Trinitatis, prunkvollste Barockkirche Thüringens

Nach dem Tode seines Vaters Herzog Ernst I. von Sachsen-Gotha-Altenburg 1675 erhielt Herzog Christian von Sachsen-Eisenberg einen Teil des ehemaligen Fürstentums Altenburg mit den Ämtern Eisenberg, Camburg, Ronneburg und Roda als Herzogtum Sachsen-Eisenberg. Er wählte die Stadt Eisenberg als Residenzsitz. Hier errichtete er das Schloss Christiansburg, an dessen Ostseite er von 1680 bis 1692 die barocke Schlosskirche baute.
Die Eisenberger Schlosskirche ist eine Querkirche mit nach Osten vorgesetztem Chor, in dem sich der Kanzelaltar und die zweigeschossige Orgel befinden. Geleitet wurde der Bau von Wilhelm Gundermann aus Altenburg und Johann Moritz Richter aus Weißenfels. Der Hofmaler Johann Oswald Harms malte die Kirche seit 1684 aus. Die gewölbte Chordecke wird von dem Fresko „Anbetung der 24 Ältesten, vor dem Throne Gottes“ ausgefüllt. Den gewölbten Bogen verziert plastische Stuckarbeit.
Das Altarbild „Mariä Verkündigung“ stammt vom Gothaer Kammermaler Benjamin Block und ist von einem Kranz aus Blumen und Früchten in Stuckarbeit umgeben. Die großen goldenen Buchstaben über dem Altar (VDIMIAE) bedeuten lateinisch: „Verbum-Domini-Manet-In-Aeternum“ (= „Das Wort des Herrn bleibt in Ewigkeit“). Dies war auch der Wahlspruch des Schmalkaldischen Bundes, der sich in dieser Abkürzung am Schloß auf einem eingemauerten Stein mit der Jahreszahl 1589 wiederfindet (Spolien-Stein der alten Burganlage).
Beachtenswert sind die Gemälde über der Orgel in der Altarkuppel und in der Mitte der Kirchendecke. Letzteres zeigt die vier Apokalyptischen Reiter, die Seuchen, Krieg, Hunger und Tod bringen. In diesem Bild verwirklichte der Künstler eine perspektivische Täuschung: egal aus welcher Richtung man das Bild betrachtet, scheinen die Reiter auf den Betrachter zuzureiten.
Im Jahr 1707 starb der Herzog und wurde in der Kirche unter dem Altar beigesetzt. Danach wurde das Herzogtum Sachsen-Eisenberg aufgelöst und die Schlosskirche verlor ihre herrschaftliche Funktion. 1799 wurde der Neffe des Herzogs Johann Adolf von Sachsen-Gotha-Altenburg in der Schlosskirche beerdigt, der seit 1756 im Schloss Friedrichstanneck unweit von Eisenberg lebte.
1901 wurde die Kirche auf Geheiß von Herzog Ernst von Sachsen-Altenburg restauriert. 1920 gelangte sie in Besitz der Stadt Eisenberg. Gottesdienste wurden hier noch bis 1958 gehalten. 1958/59 wurde die Kirche erneut saniert und Teil des Kreisheimatmuseums im Schloss Friedrichstanneck. Sie wurde nun vor allem für Konzerte genutzt. Von 1989 bis 1992 wurde die Kirche restauriert und zum ersten Advent 1992, 300 Jahre nach der Erstweihe, erneut geweiht.
Heute ist die Kirche von Dienstag bis Sonntag zu besichtigen. Einmal im Monat wird in der Schlosskirche Gottesdienst gefeiert. Auch kirchliche Trauungen sind dort möglich.

## Orgel
Die zweimanualige Orgel mit 21 Registern wurde 1683 vom Leipziger Orgelbauer Christoph Donat eingebaut und 1731 durch Tobias Heinrich Gottfried Trost erweitert. 1862 erfolgte ein Umbau durch Karl Ernst Poppe (Altenburg) für 392 Taler mit einer weiteren Umdisponierung. Nach mehreren Wiederherstellungsarbeiten in den Jahren 1963 durch Gerhard Kirchner und 1977 durch Wilhelm Rühle wurde die Orgel 1988 durch die Firma Eule Orgelbau Bautzen restauriert.
| I Hauptwerk C,D–c3 |                |     |
| 1.                 | Qvinta dena    | 16′ |
| 2.                 | Principal      | 8′  |
| 3.                 | Offne-Flöthe   | 8′  |
| 4.                 | Grob Gedackt   | 8′  |
| 5.                 | Flöthe travers | 8′  |
| 6.                 | Rohr-Flöthe    | 4′  |
| 7.                 | Octava         | 4′  |
| 8.                 | Qvinta         | 3′  |
| 9.                 | Hohlflöthe     | 2′  |
| 10.                | Mixtur 5f      |     |

| II Brustwerk C,D–c3 |               |       |
| 11.                 | Gedackt       | 8′    |
| 12.                 | Prinzipal     | 4′    |
| 13.                 | Nachthorn     | 4′    |
| 14.                 | Spitzflöthe   | 2′    |
| 15.                 | Qvinta        | 1 ⁄3′ |
| 16.                 | Sufflöte      | 1′    |
| 17.                 | Singend Regal | 8′    |

| Pedal C,D–d1 |                |     |
| 18.          | Sub-Bass       | 16′ |
| 19.          | Octav-Bass     | 8′  |
| 20.          | Posaunen-Bass  | 16′ |
| 21           | Trompeten-Bass | 8′  |

- Koppeln: Manualschiebekoppel (HW/OW) und Pedalkoppel (HW/P)
- Spielhilfen: Tremulant

Stimmtonhöhe: 467,3 Hz (ca. ein Halbton höher)
Stimmungsart: modifiziert mitteltönig